# 稻草人 (綠野仙蹤)
稻草人（英語：Scarecrow）是法蘭克·鮑姆作品《綠野仙蹤》及其他奧茲國系列小說的虛構角色。他原本被農夫作出來用於驅趕烏鴉，十分渴望能有個頭腦，後來被桃樂絲·蓋爾救出，在旅途中他逐漸開始擁有思考的能力，滿足了自己的願望，並成為翡翠城之王。然而他還是很明智地知道自己的局限，最終將統治權交給奧茲瑪公主。

## 小說描繪

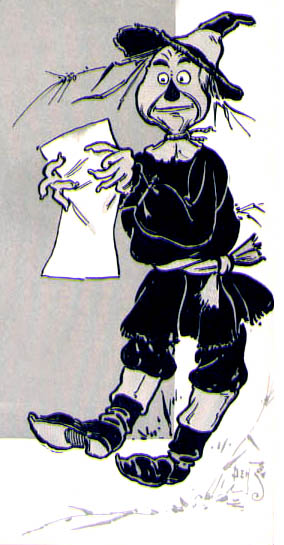
稻草人。

在《綠野仙蹤》小說，被立在桿子上稻草人遇見了路過該處的桃樂絲·蓋爾，向對方講述了他自己的故事，並表示很想要一個頭腦。桃樂絲把他從桿子上解放出來，並建議他去翡翠城向大魔法師奧茲求助，於是稻草人便與桃樂絲同行，沿途又有錫樵夫和膽小獅加入隊伍。稻草人與錫樵夫一樣都永遠不會疲倦，也不需要吃東西。
奧茲要求四人要先完成殺死西國魔女的任務才會幫他們實現願望，四人硬著頭皮前往西方，稻草人率先殺死了一批西國魔女派來的烏鴉，但他隨後卻被飛猴給肢解，衣服被丟到樹上去。直至桃樂絲意外殺死西國魔女後，稻草人的身軀才得以復原，體內重新被塞滿了新鮮的稻草。當他們返回翡翠城後，奧茲將一個人工製造的大腦安置在稻草人頭內（實際上這只是個安慰，其實稻草人不缺腦子，因為不斷思索成為了有頭腦的聰明者），之後的稻草人便對自己信心十足。在奧茲乘熱氣球離開翡翠城前，任命稻草人統治翡翠城的居民。

## 靈感
原著作者鮑姆從童年時期就對稻草人有著強烈的興趣，他回憶說：「我小時候總覺得它們會對我招手，然後站起來用長長的腿走過農地」:78。

## 改編版本
在1939年電影《綠野仙蹤》，稻草人由雷·保加飾演。本來預定扮演稻草人的演員是巴迪·艾布森，但保加因太想出演稻草人，最終成功說服製片人讓他與艾布森互換角色:260。
在2013年迪士尼電影《奧茲大帝》裡，好女巫葛琳達讓她的子民豎立了大量稻草人，以假裝攻擊翡翠城；這是對1939年電影的致敬與影射。
2024年電影《魔法壞女巫》及《魔法壞女巫：第二部》改編自音樂劇《女巫前傳 (音樂劇)》，喬納森·拜利 飾演 費耶羅·泰格拉爾。